# Pétèlkolé
Pétèlkolé (auch: Pétékolé, Pétèl Kolé) ist ein Dorf in der Landgemeinde Bankilaré in Niger.

## Geographie
Das von einem (chef traditionnel) geleitete Dorf ist ein Grenzort an der Staatsgrenze zu Burkina Faso. Es befindet sich rund 71 Kilometer südwestlich des Hauptorts Bankilaré der gleichnamigen Landgemeinde und des gleichnamigen Departements Bankilaré, das zur Region Tillabéri gehört. Zu den Siedlungen in der näheren Umgebung von Pétèlkolé zählen Sékomé im Osten und Chatoumane im Südosten.
Das Dorf ist Teil der Übergangszone zwischen Sahel und Sudan. Die durchschnittliche jährliche Niederschlagsmenge beträgt hier zwischen 400 und 500 mm. Etwa 16 Kilometer nordöstlich von Pétèlkolé erstreckt sich der See Mare d’Ossolo, der eine vielfältige Vogelwelt aufweist.

## Geschichte
Ein Teil der Fulbe-Gruppierung Gaobé ließ sich um 1925 in der Gegend der Mare d’Ossolo nieder. Im Zuge dessen siedelten sie ihre ehemaligen Gefangenen, die Rimaïbé, in Pétèlkolé an. Der Ortsname bezieht sich auf die Herkunftssiedlungen dieser Rimaïbé, namentlich Petoy und Kolel, die ein paar Kilometer südöstlich der Mare d’Oursi im späteren Burkina Faso lagen. Pétèlkolé bestand lange Zeit nur aus den vier kleinen Weilern Debere Do, Debere Bilali, Debere Sela und Wuro Kolangal, in denen sich die Wohnplätze jeweils um einen zentralen Platz gruppierten. Mit der Gründung eines Marktes 1980 wandelte sich der Charakter des Dorfs zu einem großen Handelsplatz.
Bei einem Angriff einer nicht identifizierten bewaffneten Gruppe in Pétèlkolé wurden am 12. April 2022 sieben Polizisten getötet und vier schwer verwundet. Außerdem setzten die Angreifer mehrere Fahrzeuge und Gebäude in Brand. Am 10. Mai 2023 attackierte eine bewaffnete Gruppe erneut das Dorf. Sie setzte mehrere Lager und Marktstände in Brand und stellte der Bevölkerung ein Ultimatum, die Siedlung zu verlassen. Daraufhin flüchteten Bewohner aus Pétèlkolé in die Departementshauptstadt Téra. Das Armed Conflict Location and Event Data Project erfasste für das erste Quartal 2024 in der Region Tillabéri insgesamt 122 gewaltsame Konfliktfälle mit 394 Toten und nannte Pétèlkolé unter den betroffenen Orten.

## Bevölkerung
Bei der Volkszählung 2001 hatte Pétèlkolé 531 Einwohner, die in 62 Haushalten lebten. Bei der Volkszählung 1988 betrug die Einwohnerzahl 1646 in 268 Haushalten.

## Wirtschaft und Infrastruktur
Im Dorf wird ein Wochenmarkt abgehalten. Der Markttag ist Montag. In Pétèlkolé wird Maniok angebaut, der für den Verkauf bestimmt ist. Es gibt mehrere Brunnen im Dorf, die auch der Wasserversorgung des Viehbestands dienen.
Mit einem Centre de Santé Intégré (CSI) ist ein Gesundheitszentrum vorhanden. Es gibt eine Schule. Das nigrische Unterrichtsministerium richtete 1996 gemeinsam mit dem Welternährungsprogramm der Vereinten Nationen zahlreiche Schulkantinen in von Ernährungsunsicherheit betroffenen Zonen ein, darunter eine für Nomadenkinder in Pétèlkolé. Mangels entsprechender baulicher Infrastruktur findet der Schulunterricht im Dorf in Strohhütten statt.
Durch Pétèlkolé verläuft die 214,1 Kilometer lange Nationalstraße 4 zwischen der Staatsgrenze und der Hauptstadt Niamey. Im Ort zweigt die 9,9 Kilometer lange und Richtung Nordosten verlaufende Route 688 von der Nationalstraße 4 ab. Die Route 688 ist eine einfache Landstraße.